# شریف شریفف
شریف شریفُف (به روسی: Шари́ф Шари́фов) (زادهٔ ۱۱ نوامبر ۱۹۸۸) کشتی‌گیر روس‌تبار کشور جمهوری آذربایجان است که در کشتی آزاد فعالیت می‌کند. شریف شریفف برندهٔ مدال طلای المپیک ۲۰۱۲ لندن و مدال برنز المپیک ۲۰۱۶ ریو در دستهٔ میان‌وزن است. او همچنین قهرمان مسابقات قهرمانی کشتی جهان در سال ۲۰۱۱ است و در سال ۲۰۱۲ جایزه بهترین کشتی‌گیر جهان در تمام اوزان را از اتحادیه جهانی کشتی دریافت کرد. شریفف پس از مدتی به دستهٔ بالاتر (سنگین‌وزن) صعود کرد و در سال ۲۰۱۹ نایب‌قهرمان مسابقات قهرمانی کشتی جهان و نیز قهرمان مسابقات قهرمانی کشتی اروپا شد.
کسب یک مدال طلا، دو نقره و یک برنز مسابقات قهرمانی اروپا از دیگر افتخارات او است. شریفف در سال ۲۰۱۹ قهرمان اروپا شد و در مسابقات دستهٔ ۹۷ کیلوگرم قهرمانی جهان ۲۰۱۹ نورسلطان نیز توانست با شکست کایل اسنایدر آمریکایی -قهرمان جهان و المپیک- به فینال برسد اما از عبدالرشید سعدالله‌اف از روسیه باخت و نایب‌قهرمان شد. او در المپیک ۲۰۲۰ توکیو نیز حضور داشت که با شکست دوباره برابر عبدالرشید سعدالله‌اف و رینیرس سالاس کوبایی از کسب سومین مدال المپیک خود بازماند.

## فعالیت حرفه‌ای

### المپیک ۲۰۱۶ ریو
شریف‌اف در سال ۲۰۱۶ میلادی در المپیک ۲۰۱۶ ریو در وزن ۸۶ کیلو حاضر بود که در دور اول و دوم بی شنگفنگ از چین و زبیگنیف بارانوفسکی از لهستان را شکست داد اما در دور بعد از عبدالرشید سعدالله‌اف کشتی‌گیر روسی شکست خورد و به دیدار رده‌بندی رفت. وی در دیدار رده‌بندی پترو سبالوس ونزوئلا را شکست داد و مدال برنز را بدست آورد.

### مسابقات قهرمانی کشتی جهان ۲۰۱۹
شریف‌اف در وزن ۹۷ کیلوگرم کشتی آزاد مسابقات قهرمانی کشتی جهان ۲۰۱۹ نورسلطان حاضر بود که سئو مین-وون از کره جنوبی، والری آندریتسوف از اوکراین، الیزبار اودیکادزه از گرجستان و کایل اسنایدر از آمریکا را شکست داد و به فینال رسید. وی در دیدار نهایی به عبدالرشید سعدالله‌اف از روسیه باخت و به مدال نقره وزن ۹۷ کیلوگرم رسید.

### المپیک ۲۰۲۰ توکیو
شریف‌اف در وزن ۹۷ کیلوگرم کشتی آزاد المپیک ۲۰۲۰ توکیو حاضر بود که در کشتی اول به عبدالرشید سعدالله‌اف از روسیه باخت و با توجه به حضور این کشتی‌گیر در فینال، به دیدار شانس مجدد رفت. او در شانس مجدد الیزبار اودیکادزه از گرجستان را شکست داد و به دیدار رده‌بندی راه یافت. وی در دیدار رده‌بندی به‌ رینیریس سالاس از کوبا باخت و پنجم شد.